# Kriston Attila
Kriston Attila (Budapest, 1975. június 6. –) válogatott labdarúgó, középpályás.

## Pályafutása

### Klubcsapatban
A BVSC és a Bp. Honvéd utánpótlásában nevelkedett. 1993 nyarától a Siófok játékosa volt. 1994 elejétől a katonai szolgálata alatt a Keszthelyi Honvédban szerepelt. 1995-től ismét siófokon szerepelt, ahová két és fél évre kötelezte el magát. 1997 nyarán Sachsen Leipzig játékosa lett. 1998 elején félévre, kölcsönbe visszakerült a Siófokhoz. 1998 nyarán két éves szerződést kötött a Ferencvárossal. 2004 nyarán a Videotonhoz igazolt. 2005 elején Horváth Ferenccel és Vincze Gáborral a skót Livingston játékosa lett. 2005 nyarán két évre a Zalaegerszeg szerződtette. 2006 februárjában fél évre a Kaposvárhoz, majd nyáron egy évre az MTK-hoz került kölcsönbe. 2007 nyarán a Tatabánya szerződtette, de az év végén közös megegyezéssel távozott a csapattól. Ezután a Paksban szerepelt.

### A válogatottban
Egyetlen alkalommal, 2004-ben szerepelt a válogatottban.

## Sikerei, díjai
- Magyar bajnokság
  - bajnok: 2000–01, 2003–04
  - 2.: 1998–99, 2001–02, 2002–03, 2006–07
- Magyar kupa
  - győztes: 2003, 2004

## Statisztika

### Mérkőzése a válogatottban
| Magyarország | Magyarország       | Magyarország  | Magyarország | Magyarország | Magyarország | Magyarország | Magyarország | Magyarország |
| #            | Dátum              | Helyszín      | Hazai        | Eredmény     | Vendég       | Kiírás       | Gólok        | Esemény      |
| ------------ | ------------------ | ------------- | ------------ | ------------ | ------------ | ------------ | ------------ | ------------ |
| 1.           | 2004. november 30. | Bangkok (THA) | Magyarország | 0 – 1        | Szlovákia    | Király-kupa  | -            | 46'          |
|              | Összesen           |               |              | 1            | mérkőzés     |              | 0            | gól          |